# Chalepus aeneiceps
Chalepus aeneiceps es un coleóptero de la familia Chrysomelidae.
Fue descrita científicamente en 1937 por Maurice Pic.